# Art moderne (jeu)
Pour les articles homonymes, voir Art moderne (homonymie) et Modern Art.
Art moderne est un jeu de société créé par Reiner Knizia en 1992 et édité par Hans im Glück sous le nom Modern Art. Il a été publié en français en 2009 chez l'éditeur Matagot.

## Principe général
Chaque joueur dirige une galerie d’art et cherche à acheter et vendre des tableaux au meilleur prix. La cote des œuvres découle directement des achats des joueurs. Les achats s'effectuent par enchères : enchère libre, secrète, à un seul tour...

## Règle du jeu

### But du jeu
Être le plus riche à la fin de la partie.

### Matériel
- 1 plateau
- 70 cartes représentant des tableaux de 5 artistes différents
- 5 paravents
- des pièces de monnaie représentant des milliers d'euros
- 12 marqueurs de valeur
- 1 règle de jeu

### Mise en place
Chaque joueur reçoit un paravent représentant sa galerie d'art, 100 000 euros et une main de cartes (10 cartes à 3 joueurs, 9 carte à 4 joueurs et 8 cartes à 5 joueurs).

### Déroulement
Une partie se dispute en quatre manches. Lors de chaque manche les joueurs vont alternativement mettre aux enchères l'un de leurs tableaux. L’acquéreur va payer le vendeur et récupérer le tableau pour l'exposer dans sa galerie (poser la carte devant son paravent). Si le vendeur est lui-même l'acquéreur du tableau, l'argent est payé à la banque. Les types d'enchères sont imposés en fonction du tableau mis en vente :
- enchère libre. Le joueur prêt à payer le prix le plus élevé remporte le tableau.
- enchère à un seul tour. Chaque joueur peut proposer un prix une fois et une seule pour acheter le tableau, le vendeur parlant en dernier.
- enchère à poing fermé. Chaque joueur propose secrètement un montant pour l'achat du tableau.
- enchère à prix fixe. Le vendeur fixe le prix auquel il est prêt à céder son tableau.
- enchère double. Dans ce cas ce sont deux tableaux de l'artiste qui seront proposés en même temps à la vente.

La manche se termine lorsque le cinquième tableau d'un artiste est proposé à la vente. L'artiste le plus proposé à la vente se voit attribuer le marqueur 30 k€, le suivant le marqueur 20 k€ et le troisième le marqueur 10 k€.
Les joueurs vendent ensuite à la banque tous leurs tableaux exposés. Chacun d'entre eux rapportera soit rien du tout si l'artiste n'a pas de marqueur lors de la manche en cours, soit la somme de tous les marqueurs placés sur cet artiste (celui de la manche en cours plus ceux des manches précédentes).

### Fin de partie et vainqueur
À la fin de la quatrième manche, le joueur le plus riche est déclaré vainqueur.

## Récompense
- Deutscher Spiele Preis  1993